# Fuentidueña de Tajo
Fuentidueña de Tajo – miejscowość w Hiszpanii we wspólnocie autonomicznej Madryt, 63 km od Madrytu nad rzeką Tag. W Fuentidueña de Tajo znajduje się przedszkole (o charakterze publicznym) oraz szkoła publiczna dla dzieci i szkół podstawowych.

## Atrakcje turystyczne
- Wieża zegarowa, jedna z najstarszych całego regionu
- Plaza de la Constitución
- Kościół św Andrzeja Apostoła
- Most Fuentidueña